# Кордт, Теодор
Теодор Кордт (нем. Theodor Kordt; 8 октября 1893, Дюссельдорф — 27 января 1962, Бад-Годесберг) — германский дипломат в Третьем рейхе и посол ФРГ в Греции.

## Биография
Теодор Кордт учился в гимназии в Дюссельдорфе и в 1912 году продолжил образование. В 1914—1920 годах Кордт находился на военной службе, дослужившись до звания обер-лейтенанта, в 1921 году сдал государственный экзамен на юриста и защитил докторскую диссертацию в Боннском университете. В декабре 1921 года поступил на службу в министерство иностранных дел. Стажировался в Неаполе и Берне, затем в 1931 году работал в Берлине, а в 1934 — в Афинах. В марте 1938 года состоял советником посла Дирксена в Лондоне. 1 августа 1939 года там вступил в НСДАП. Во время Второй мировой войны служил в посольстве Германии в Берне и вернулся на родину в мае 1946 года.
6 сентября 1938 года Теодор Кордт провёл секретную встречу с министром иностранных дел Великобритании лордом Галифаксом, в котором заявил о возможности военного переворота в Германии в случае нападения Германии на Чехословакию. На эту беседу Теодора Кордта уполномочили статс-секретарь Эрнст фон Вайцзеккер и его собственный брат Эрих Кордт, которые в свою очередь представляли круг военачальников во главе с Гансом Остером. Британские дипломаты не приняли во внимание эту обтекаемую информацию и предпочли урегулировать ситуацию вокруг Судет с помощью политики умиротворения в Мюнхенском соглашении. До начала Второй мировой войны братья Кордт предприняли ещё несколько попыток, передав при этом информацию о успешно продвигавшихся переговорах по заключению германо-советского пакта о ненападении, но не нашли понимания у Роберта Ванситарта. Он и в 1948 году выражал сомнения по поводу серьёзности заговорщицких намерений верных членов НСДАП и СС, которые в последующие шесть лет никоим образом не проявили себя в движении Сопротивления.
В 1947 году Кордта пригласили преподавать международное право в Боннском университете. В июле 1948 года он выступил свидетелем защиты Эрнста фон Вайцзеккера на процессе по делу Вильгельмштрассе в Нюрнберге. Сведений о денацификации Кордта нет. В качестве уполномоченного земли Северный Рейн-Вестфалия Кордт в августе 1948 года принимал участие в работе конституционной комиссии на Херренинзель.
В мае 1950 года Кордт вернулся на внешнеполитическую службу при Ведомстве федерального канцлера и возглавил 3-й отдел стран в образованном министерстве иностранных дел ФРГ, умолчав при этом о своём членстве в НСДАП. 23 ноября 1953 года Теодор Кордт был назначен послом ФРГ в Афинах и в 1958 году вышел на пенсию.